# Aucaleuc
Aucaleuc település Franciaországban, Côtes-d’Armor megyében. Lakosainak száma 953 fő (2022. január 1.). Aucaleuc Corseul, Quévert, Trélivan és Vildé-Guingalan községekkel határos.

## Népesség
A település népességének változása:
| Lakosok száma | 337  | 536  | 601  | 859  | 914  | 932  | 943  | 928  | 920  | 953  |
|               | 1968 | 1982 | 1990 | 2006 | 2013 | 2015 | 2017 | 2019 | 2020 | 2022 |